# Fundacja Instytut na rzecz Kultury Prawnej Ordo Iuris
Fundacja Instytut na rzecz Kultury Prawnej Ordo Iuris – polska fundacja, określana przez środowiska lewicowe jako ultrakonserwatywna, z siedzibą w Warszawie, utworzona w 2013 r. przez Fundację Instytut Edukacji Społecznej i Religijnej im. ks. Piotra Skargi. Stawia ona sobie za cel „badania nad kulturą prawną i duchowym dziedzictwem, w którym jest zakorzeniona kultura polska oraz propagowanie ich w życiu publicznym i systemie prawnym”. Ordo Iuris zalicza się do grup interesu artykułujących postulaty Kościoła katolickiego. Jest powiązana z brazylijską organizacją pozarządową Tradycja, Rodzina i Własność (TFP), działającą w wielu krajach świata. W 2018 roku zadeklarowała swój budżet w wysokości ponad 1,03 miliona euro, w całości z darowizn. Natomiast w 2019 roku organizacja otrzymała w formie darowizn kwotę ponad 6,34 milionów złotych. Ordo Iuris założyło także Ordo Iuris Hrvatska (czerwiec 2020) w Chorwacji oraz Ordo Iuris Espana na Hiszpanię i Amerykę Łacińską (wrzesień 2022).

## Cele i ich realizacja
Fundacja prowadzi działalność akademicką i ekspercką, angażuje się w postępowania związane ze stosowaniem prawa. Podejmuje się przekazywania społeczeństwu informacji o przeobrażeniach we współczesnej kulturze prawnej. Wspiera inicjatywy właściwe dla ruchu antyaborcyjnego.
Z organizacją współpracują adwokaci, radcy prawni, oraz aplikanci adwokaccy, reprezentując klientów w sprawach sądowych cywilnych, karnych, rodzinnych, wykroczeniowych, pracowniczych oraz administracyjnych. Zajmuje się także „formacją młodych prawników”. Pracownicy organizacji działają w zakresie spraw konstytucyjnych, funkcjonalności systemowych, oraz opracowują także propozycje aktów prawnych.
Najbardziej znaną inicjatywą Ordo Iuris było opracowanie i promowanie projektu ustawy „Stop Aborcji” w 2016, przewidującej całkowity zakaz aborcji w Polsce. Miała ona wprowadzić bezwzględny zakaz przerywania ciąży i odpowiedzialność karną dla każdego, włącznie z matką, kto jest zaangażowany w czynności związane z aborcją. 6 października 2016 roku Sejm większością głosów odrzucił projekt przewidujący całkowity zakaz aborcji w Polsce. Za odrzuceniem głosowało 352 posłów, przeciw 5, a 18 wstrzymało się od głosu. W trakcie dyskusji przed głosowaniem Joanna Banasiuk z Ordo Iuris zgłosiła autopoprawkę, której celem było wykreślenie tzw. karalności matek. Autopoprawka ze względów formalnych nie została przyjęta. Wcześniejsze prace Sejmu nad treścią projektu, zaostrzającego prawo były powodem ogólnopolskich demonstracji przeciwników projektu i powstaniem Ogólnopolskiego Strajku Kobiet.
Kolejną inicjatywą był pakiet „Za życiem”. W Sejmie RP VII kadencji współpracował z klubem partii Prawo i Sprawiedliwość w kontekście prac nad projektami ustaw Platformy Obywatelskiej dotyczącymi zapłodnienia in vitro, uzgodnienia tożsamości płciowej oraz mowy nienawiści.
W 2016 roku Elżbieta Bojanowska, podsekretarz stanu w Ministerstwie Rodziny, Pracy i Polityki Społecznej u minister Elżbiety Rafalskiej powołała do życia zespół dziewięciu ekspertów, mający za zadanie opracowanie koncepcji zmian ustaw w obszarze przeciwdziałania przemocy w rodzinie. Szefem gremium oraz jego członkiem został Jerzy Kwaśniewski, ówczesny prezes fundacji. 31 grudnia 2018 roku projekt zmian jaki zaproponowali eksperci, został opublikowany na stronach Rządowego Centrum Legislacji. Projekt wywołał wiele kontrowersji, których efektem była dymisja Elżbiety Bojanowskiej. Wśród kontrowersyjnych zapisów znalazł się między innymi ten, który zakładał, iż sprawcą przemocy w rodzinie nie jest osoba, która dopuściła się jej jednorazowo. Portal oko.press pisał o tym, że Ordo Iuris walczyło także o cofnięcie prawa do uzgodnienia płci i miało swój udział w nagonce na osoby LGBT.

## Kierownictwo i działacze

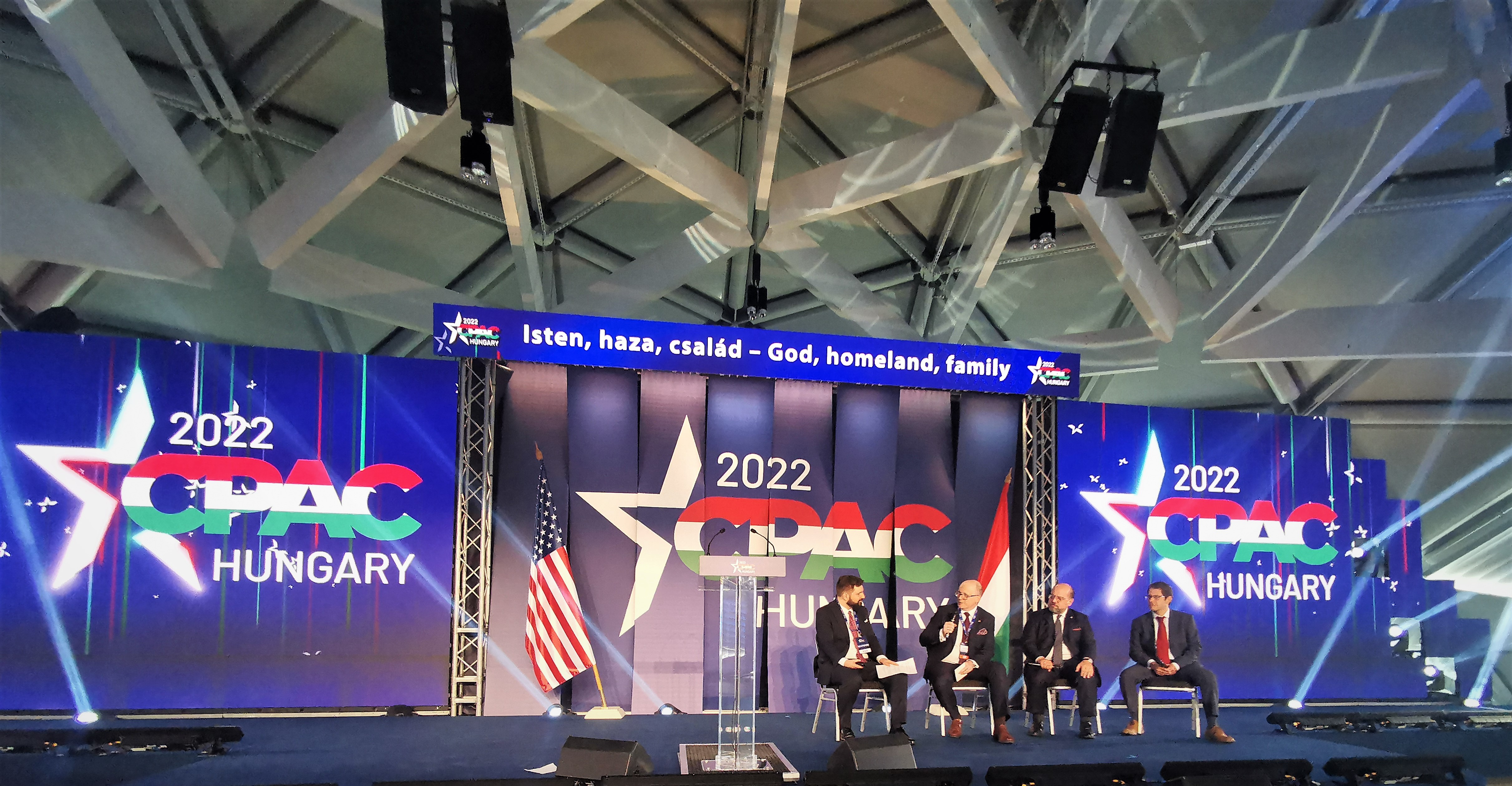
Jerzy Kwaśniewski, prezest Ordo Iuris, na konferencji CPAC w Budapeszcie. Obok Alvino-Mario Fantini i Eugene Kontorovich

Pierwszym prezesem Ordo Iuris był Aleksander Stępkowski od czerwca 2013 do listopada 2015 i potem ponownie w latach 2016–2017. W listopadzie 2017 prezesem został adwokat Jerzy Kwaśniewski. Do grona działaczy i współpracowników należą m.in. Filip Ciepły, Kaja Godek, Paweł Jabłoński, Krzysztof Wiak.

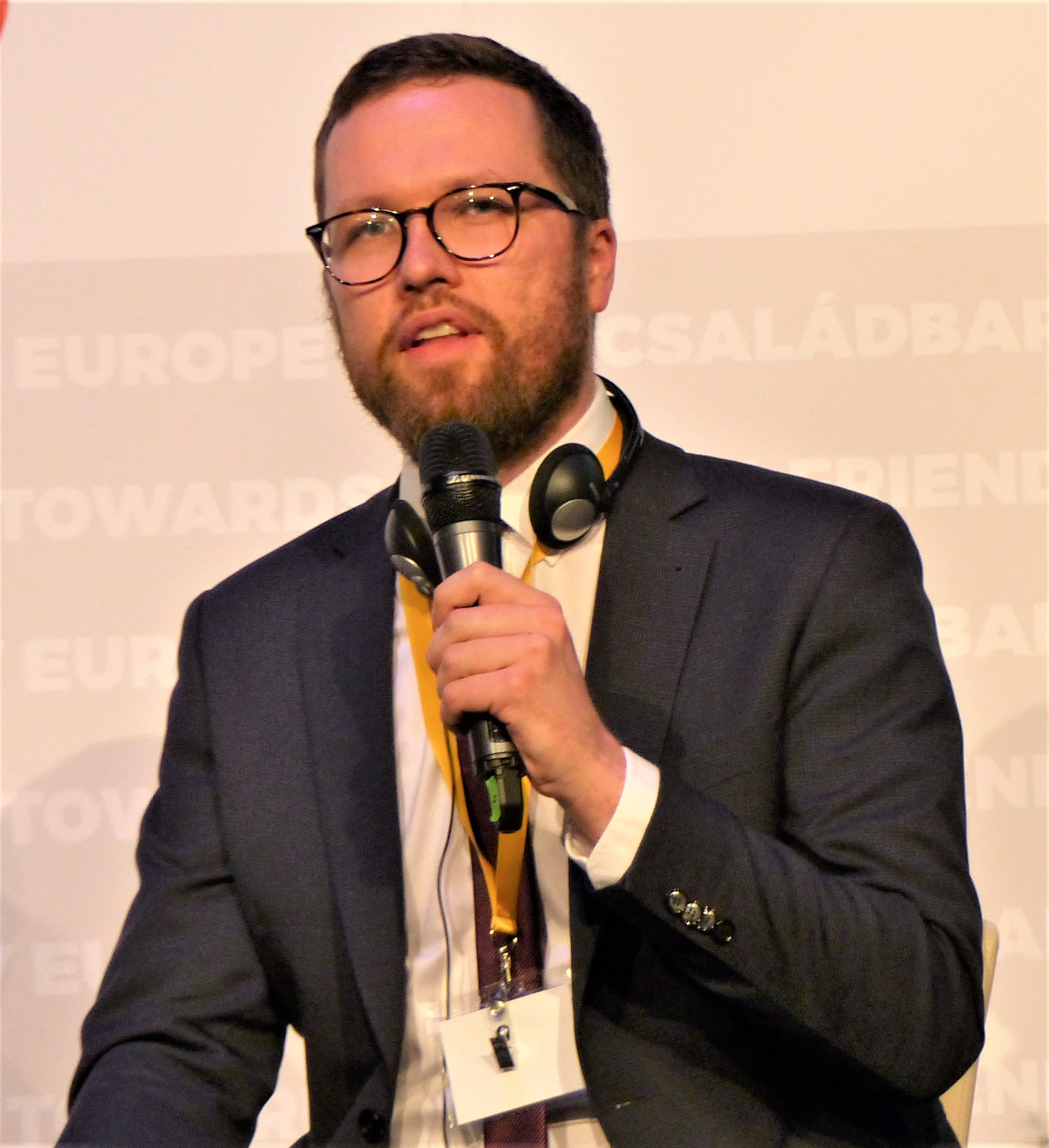
Tymoteusz Zych, wiceprezes Ordo Iuris, podczas wystąpienia w Budapeszcie

29 października 2021 r. skład Zarządu Ordo Iuris zmienił się i poszerzył się o nowych członków: Funkcję Wiceprezesa ds. Członkowskich objęła Monika Leszczyńska, od 2015 roku związana z Instytutem Ordo Iuris; członkiem Zarządu została również adw. Magdalena Majkowska, od 2016 roku współpracująca z Centrum Interwencji Procesowej Ordo Iuris; do Zarządu przystąpił również adw. Rafał Dorosiński, współpracujący z Instytutem Ordo Iuris od 2014 roku oraz Łukasz Bernaciński, dyrektor Centrum Analiz Ordo Iuris oraz doktorant na Wydziale Prawa i Administracji Uniwersytetu Łódzkiego w Katedrze Teorii i Filozofii Prawa. Były wice prezes fundacji Tymoteusz Zych jesienią 2021 odszedł z zarządu Ordo Iuris z powodu skandalu obyczajowego.

## Projekty Ordo Iuris i sprzeciw społeczny
Ordo Iuris przygotowało Samorządową Kartę Praw Rodzin z zapisami, które wg wielu osób wprost lub pośrednio stygmatyzują i wykluczają osoby LGBT oraz ich rodziny. Samorządy, które ją przyjęły, szybko jednak zaczęły tracić dofinansowanie z Unii z uwagi na wykluczanie osób LGBT, sprawa znalazła się także „pod lupą” Komisji Europejskiej. Organizacje samorządowe, które przyjęły ten dokument lub podobne deklaracje są nazywane przez niektóre środowiska „strefami wolnymi od ideologii LGBT”.
Wobec Barta Staszewskiego, który ukuł taką nazwę i był pozwany za to przez OI, zapadł w kwietniu 2024 wyrok, w którym oddalono od niego zarzuty. Staszewski pisał o tym na swoim koncie na X: Tym samym we wszystkich politycznie motywowanych procesach, w związku z mają akcją nagłaśniającą strefy wolne od LGBT zostałem uznany za niewinnego! Dzisiaj zapadł ostatni wyrok ws. gminy Zakrzówek, która pozwala mnie o naruszenie jej dóbr osobistych.
Podobne zarzuty OI kierowało wobec grupy aktywistów, zwanej Atlas Nienawiści, która oznaczała na mapie kolejne samorządy przyjmujące kartę. „Ich zdaniem wprowadzane przepisy – w mniej lub bardziej otwarty sposób – dyskryminują osoby nieheteroseksualne. Jak twierdzi prezes Ordo Iuris Jerzy Kwaśniewski, zarzuty są krzywdzące i nieprawdziwe, ponieważ karta broni konstytucyjnych praw rodzin”, jak donosiła prasa w 2020 r. Sąd przyznał w sprawie dotyczącej Przasnysza w kwietniu 2023 (Przasnysz kartę przyjął w czerwcu 2019, Rada Miejska odrzuciła ją w listopadzie 2021), że Atlas Nienawiści, który uznawał takie strefy za „dyskryminujące i wykluczające” miał prawo „do publicznej krytyki” i „że autorzy Atlasu Nienawiści nie muszą przepraszać władz powiatu przasnyskiego za to, że po podjęciu uchwały anty-LGBT znalazł się on w Atlasie. Wyrok jest prawomocny”. Sędzia „zwróciła również uwagę, że uchwała została podjęta w czasie, gdy liczna grupa samorządów podejmowała uchwały anty-LGBT, które wprost odnosiły się do społeczności LGBT – ukrytej pod pojęciem ideologii”. Podobnie Atlas Nienawiści wygrał w sprawie dotyczącej powiatu opoczyńskiego w grudniu 2022 roku. 6 lutego 2024 zapadł ostatni wyrok w sprawie gminy Mordy – „warszawski Wojewódzki Sąd Administracyjny unieważnił homofobiczną uchwałę przyjętą w marcu 2019 roku przez mazowiecką gminę Mordy. W ten sposób z obiegu prawnego w Polsce zniknął ostatni dokument przeciwko ideologii LGBT”.
Karta spotkała się z krytyką również dlatego, że utrudnia pracę organizacji działających przeciw przemocy w rodzinie oraz samotnych rodziców.
Ordo Iuris bierze też udział w ograniczeniu zajęć w szkołach mających na celu przeciwdziałanie dyskryminacji, nauce o antykoncepcji i przeciwdziałaniu chorób przenoszonych drogą płciową. Krytycy takich działań sugerują, że to naraża dzieci na przedwczesne ciąże, powołując się na badania wskazujące, że edukacja seksualna pomaga zmniejszyć liczbę ciąż wśród nastolatek, zachorowania na infekcje przenoszone drogą płciową, homofobię i liczbę przestępstw na tle seksualnym. Ordo Iuris wydaje publikacje zawierające informacje na temat edukacji seksualnej powołując się na niepotwierdzone dane.
W 2020 Fundacja zajęła się ochroną dóbr osobistych Ewy Budzyńskiej, gdyż studenci oskarżyli ją m.in. o zachowania homofobiczne („Dawała do zrozumienia, że osoby homoseksualne to coś gorszego”) oraz: „studenci poskarżyli się na profesorkę, bo mówiła, że antykoncepcja to aborcja”.

## Kontrowersje

### Stowarzyszenie im. ks. Piotra Skargi oraz TFP
Fundacja powiązana jest z brazylijską organizacją pozarządową świeckich katolików Tradycja, Rodzina i Własność (TFP), która często określana jest mianem sekty. Konferencja Episkopatu Brazylii wydała w 1985 dokument w którym biskupi Brazylii przestrzegali przez zapisywaniem się i współpracą z TFP, która niezwiązana jest z brazylijskim Kościołem i papieżem, i która otacza kultem religijnym swojego założyciela. Ordo Iuris zostało założone przez Stowarzyszenie Kultury Chrześcijańskiej im. ks. Piotra Skargi, które z kolei zostało założone przez jednego z globalnych liderów TFP Caio Xavier Da Silveira. Stowarzyszenie im. ks. Piotra Skargi oraz TFP oskarżane są o związki z Rosją.

### Oskarżenia o związki z Rosją
Według Tomasza Piątka major Służb Bezpieczeństwa Bogdan Ciesiółka w czasach PRL pomagał Sławomirowi Olejniczakowi, który jest założycielem Ordo Iuris oraz prezesem Stowarzyszenia im. Piotra Skargi, oraz jego ojcu wyjeżdżać za granicę. Ciesiółka był zastępcą szefa Rejonowego Urzędu Spraw Wewnętrznych (w Krotoszynie) do spraw Służby Bezpieczeństwa i „od początku pracy w Służbie Bezpieczeństwa realizował zadania pionu IV”, czyli zajmował się walką z Kościołem katolickim. Olejniczakowie we wnioskach o pozwolenie na wyjazd do Wielkiej Brytanii za powód podawali zaproszenie ze strony ciotki Sławomira Olejniczaka. Z akt IPN wynika, że ciotka Olejniczaka nazywa się Urszula Butterfield i prowadziła w Londynie restaurację. Do Polski wróciła w 2008 roku. W 2013 r. została skarbniczką zarządu Komitetu Terenowego partii Prawo i Sprawiedliwość. W 2017 podpisała się pod „Apelem o potępienie Obywateli RP” oraz petycją o utrzymanie Antoniego Macierewicza na stanowisku ministra obrony narodowej. W Wielkiej Brytanii zaprzyjaźniła się ze skrajnie homofobicznym księdzem. Według Piątka dziwne jest, aby funkcjonariusz SB takiej rangi zajmował się wydawaniem pozwoleń na wyjazd, tym bardziej że miał od tego wielu podwładnych. Piątek po próbie kontaktu z Ciesiółką otrzymał odpowiedź, aby „nie drążyć sprawy”.
W 2013 r. Fundacja Ordo Iuris, wraz z sześcioma innymi organizacjami z Polski (w tym Stowarzyszenie im. ks. Piotra Skargi), podpisała się pod listą poparcia dla rosyjskiej ustawy o zakazie propagandy homoseksualizmu. Na łamach oko.press sygnalizowano, że projekt minister Elżbiety Rafalskiej z 2018 roku dotyczący przemocy domowej był inspirowany ustawami kremlowskimi. Ordo Iuris, poprzez swoich założycieli, współpracuje ze Światowym Kongresem Rodzin, finansowanym przez rosyjskiego oligarchę i byłego prezesa Kolei Rosyjskich Władimira Jakunina oraz „ortodoksyjnego” oligarchę Konstantina Małofiejewa.
Ordo Iuris należy również do Agendy Europe (założona w 2013 roku), międzynarodowej sieci konserwatywnych fundamentalistów chrześcijańskich, dążącej m.in. do zakazu antykoncepcji i zwalczającej edukację seksualną. Klementyna Suchanow w swojej książce „To jest wojna. Kobiety, fundamentaliści i nowe średniowiecze” (Agora, 2020) opisuje szczegółowo powiązania międzynarodowej sieci, do której należy Ordo Iuris z organizacjami zinfiltrowanymi przez Kreml. Tej infiltracji dokonali ludzie pracujący w tzw. „grupie Małofiejewa”, czyli Aleksiej Komow i Paweł Parfientiew, a także Władimir Jakunin i Igor Biełoborodow z Russian Institute for Startegic Studies, głównie przez WCF (World Congress of Families) oraz przez Agenda Europe. Suchanow stworzyła także zestaw wszystkich dowodów wskazujących na związki OI z Kremlem. Instytut Ordo Iuris zaprzecza jakimkolwiek związkom z Rosją i wytoczył Klementynie Suchanow powództwo o ochronę dóbr osobistych za stwierdzenia zawarte w jej książce. Proces ruszył w lutym 2025 r. Donosiło o powiązaniach OI z Agendą Europe także Europejskie Forum Parlamentarne ds. Ludności i Rozwoju w Brukseli w swoim raporcie o Agendzie Europe.
W 2024 roku Suchanow opublikowała nowy tekst, w którym przedstawiła korespondencję pochodzącą z przecieku maili grupy Agendy Europe, które pokazują wspólną pracę OI z organizacjami z Europy, USA oraz Rosji, którą w grupie, zdaniem Suchanow, reprezentują Komow oraz Parfientiew z „grupy Małofiejewa”. Jeden z członków AE, Rainhard Kloucek, wypowiada się w artykule: Małofiejew był organizatorem konferencji w Wiedniu kilka lat temu [chodzi o spotkanie w maju 2014, w którym udział wzięli Heinz-Christian Strache i Marion Maréchal-Le Pen], podczas której próbował zebrać polityków i aktywistów, którzy chcieli uwierzyć w narrację, że reżim Putina broni wartości chrześcijańskich i stoi na straży wartości rodzinnych. Z maili AE dowiadujemy się m.in. o kulisach projektu „Stop Aborcji” z 2016 roku: Najpierw Stępkowski doniósł 5 października 2016 r. o odrzuceniu projektu [Stop Aborcji] (dwa dni po pierwszym strajku kobiet): „Stop aborcji” zostało zdradzone przez polityków i nie tylko przez nich. Ani słowem nie zająknął się o protestach na ulicach polskich miast.
OI uczestniczyło jako obserwator w wyborach na Węgrzech w kwietniu 2022. Rzecznik Viktora Orbana podawał w wątpliwość raport OBWE dotyczący wyborów, ale OI w swoim raporcie stwierdziło, że „wybory na Węgrzech [były] zgodne ze standardami europejskimi”.
Prezes OI, Jerzy Kwaśniewski, spotykał się podczas wizyty w USA w lutym 2024 roku z politykami i organizacjami bliskimi Trumpa, m.in. Marjorie Taylor Greene, republikańską kongresmenką sprzeciwiającą się przyznaniu pomocy USA dla Ukrainy. Doszło także do spotkania z Barrym Loudermilkiem i Pete’em Sessionsem, Groverem Norquistem i ludźmi z Heritage Foundation, która promuje Project 2025, czyli plan przejęcia władzy na wypadek wygranej Trumpa w 2024 roku.

### Sprawa przeciwko Marcie Lempart
Marta Lempart z Ogólnopolskiego Strajku Kobiet zwróciła uwagę na to, że projekt ustawy Stop pedofilii (zakazujący edukacji seksualnej w szkołach) autorstwa Ordo Iuris może utrudniać zapobieganiu przemocy seksualnej, gdyż, jak pisało Polskie Towarzystwo Seksuologiczne, „edukacja seksualna jest podstawowym działaniem zmniejszającym prawdopodobieństwo stania się zarówno ofiarą, jak i sprawcą przemocy seksualnej”. Na Twitterze użyła sformułowania „opłacanymi przez Kreml fundamentalistami z Ordo Iuris”, które wywołało oburzenie tej organizacji.
14 maja 2020 Fundacja w sprawie przeciwko Marcie Lempart uzyskała zabezpieczenie sądowe, które zakazywało jej „rozpowszechniania informacji, że Fundacja Instytut na rzecz kultury prawnej Ordo Iuris jest opłacanymi przez Kreml fundamentalistami”. Prawnicy Ordo Iuris pozwali feministyczną liderkę za „naruszenie dóbr osobistych”. Na ich wniosek na czas procesu sąd zabronił Lempart używania sformułowania o opłacaniu OI przez Kreml.
Aprobatę wobec wyroku wyraził powiązany z tą organizacją portal Polonia Christiana: „Instytut Ordo Iuris wygrał pierwszą bitwę w wojnie o swoje dobre imię”.
Zakaz stał się pretekstem do akcji pisania komentarzy o zakazie rozpowszechniania informacji, że „Ordo Iuris to opłacani przez Kreml fundamentaliści”.
1 lipca 2025 Sąd Okręgowy w Warszawie oddalił w całości pozew o naruszenie dóbr osobistych wytoczony Marcie Lempart przez Ordo Iuris. Sąd w ustnym uzasadnieniu wyroku uznał, że Lempart przedstawiła dowody pośrednie na uzasadnienie swojej opinii.

### Sprawa Ewy Budzyńskiej i przesłuchanie studentów
Studenci z Koła Naukowego Socjologii Uniwersytetu Śląskiego zwrócili uwagę władzom uczelnianym na nieprawidłowości w zajęciach dr Ewy Budzyńskiej. Wskazywano na poglądy homofobiczne nauczycielki akademickiej, dyskryminację wyznaniową, wypowiedzi krytyczne wobec wyborów życiowych kobiet dotyczących m.in. przerywania ciąży oraz przekazywanie informacji niezgodnych ze współczesną wiedzą naukową. W rezultacie władze uczelni rozpoczęły postępowanie dyscyplinarne wobec dr Budzyńskiej.
W sprawie zainterweniowali prawnicy Ordo Iuris składając zawiadomienie o popełnieniu przestępstwa przez studentów UŚ. Studenci byli przesłuchiwani przez katowicką policję przy współudziale prawnika z Ordo Iuris. Zgodnie z relacjami studentów byli oni podczas wielogodzinnych przesłuchań źle traktowani, zastraszani, uciszani, przesłuchiwani bez pełnomocników. Wątpliwość wzbudziło również zadawanie im pytań przez prawnika Ordo Iuris. Oficjalnie studentów nie poinformowano, z jakiego powodu każe im się zeznawać. Wiedzieli tylko, że ma to związek ze skargą, którą złożyli do władz uczelni na dr Budzyńską.
Pomoc prawną zaoferowali studentom prawnicy związani z Ośrodkiem Monitorowania Zachowań Rasistowskich i Ksenofobicznych. Pojawiły się głosy, że przesłuchania studentów na UŚ to rażące naruszenie autonomii uczelni. Oświadczenie w tej sprawie wydały prezydia Konferencji Rektorów Akademickich Szkół Polskich oraz Rady Głównej Nauki i Szkolnictwa Wyższego, wyrażając „głębokie zaniepokojenie i sprzeciw wobec bezprecedensowej ingerencji organów ścigania w sprawy, których rozstrzyganie należy do autonomicznych obowiązków uczelni”. Przesłuchania nazwano „bezprzykładną próbą wywarcia na te osoby [przesłuchiwanych studentów UŚ] presji psychicznej, poprzez odebranie im poczucia bezpieczeństwa”. Zaniepokojenie sytuacją wyraził również Uniwersytet Śląski.

### Inne sprawy
Ordo Iuris w 2020 zostało określone przez koalicję CASE (organizacje z Europy walczące ze SLAPP-ami, czyli Strategic Lawsuits Against Public Participation) mianem „Bully Lawyers”, czyli „prawnych agresorów”. Taktyka stosowania zastraszających procesów została zastosowana także wobec Radosława Sikorskiego, Agnieszki Holland, Anny Marii Żukowskiej, Klementyny Suchanow, Neila Datta, Barta Staszewskiego, Pawła Rabieja, Nergala.

### Strategie manipulacji
Wielka Koalicja za Równością i Wyborem, czyli nieformalna inicjatywa zrzeszająca 92 organizacje pozarządowe i grupy nieformalne działające na rzecz praw kobiet, opublikowała 27 lutego 2020 raport zawierający 150 stron analizy metod, strategii i powiązań konserwatywnej katolickiej organizacji Ordo Iuris. Podane są w nim między innymi strategie manipulacji, takie jak strategia odwrócenia, przejęcia, oczerniania, manipulacji językiem.

### Afera obyczajowa
W 2021 ukazały się publikacje o pozamałżeńskim romansie między Karoliną Pawłowską i Tymoteuszem Zychem z Ordo Iuris. OI zostało oskarżone o hipokryzję jako organizacja, która sama chciała zdelegalizować rozwody. Wkrótce po tych doniesieniach organizacja ogłosiła problemy finansowe.

## Wybrane publikacje
Ordo Iuris wydaje własne publikacje, od początku działalności organizacji ukazały się:
| Lp. | Tytuł | Wydawnictwo                                                                             | Redakcja naukowa                                                          | Recenzenci                                                                     | ISBN                                                                |
| --- | --- | --------------------------------------------------------------------------------------- | ------------------------------------------------------------------------- | ------------------------------------------------------------------------------ | ------------------------------------------------------------------- |
| 1.  | Protection of Human Life in Its Early Stage. Intellecutal Foundations and Legal Means | Peter Lang Edition                                                                      | Aleksander Stępkowski                                                     | Prof. dr hab. Hubert Izdebski Prof. dr hab. Andrzej Zoll                       | ISBN 978-3-631-64227-6                                              |
| 2.  | Odpowiedzialność karna artysty za obrazę uczuć religijnych | Ordo Iuris                                                                              | Filip Ciepły                                                              | Prof. dr hab. Edward Skrętowicz                                                | ISBN 978-83-940214-0-5                                              |
| 3.  | Czy Polska powinna ratyfikować Konwencję Rady Europy o zapobieganiu i przeciwdziałaniu przemocy wobec kobiet i przemocy domowej? I Raport Instytutu Ordo Iuris                                           | Ordo Iuris                                                                              | Joanna Banasiuk                                                           | –                                                                              |                                                                     |
| 4.  | Jakiej polityki rodzinnej potrzebuje Polska? II Raport Instytutu Ordo Iuris | Ordo Iuris                                                                              | Tymoteusz Zych Olaf Szczypiński Karolina Dobrowolska                      | Prof. UŁ dr hab. Piotr Szukalski                                               | ISBN 978-83-940214-1-2                                              |
| 5.  | Pozycja biegłego w polskim systemie prawnym | Ordo Iuris                                                                              | Bartosz Lewandowski                                                       | Prof. dr hab. Ewa Gruza Prof. dr hab. Piotr Kruszyński                         | ISBN 978-83-940214-4-3                                              |
| 6.  | State of Democracy, Human Rights and the Rule of Law in Poland | Ordo Iuris                                                                              | Joanna Banasiuk Tymoteusz Zych                                            | Stephen Baskerville, Ph.D. David Forte Ph.D.                                   | ISBN 978-83-940214-3-6                                              |
| 7.  | Persecution of Chrisitans. Time to React to Genocide | Ordo Iuris                                                                              | Joanna Banasiuk Aleksander Stępkowski                                     | Prof. dr hab. Piotr Mazurkiewicz Prof. UW dr hab. Katarzyna Myszona-Kostrzewa  | ISBN 978-83-940214-5-0                                              |
| 8.  | Obywatele dla demokracji. Ocena prawidłowości alokacji środków Mechanizmu Finansowego EOG (tzw. „funduszy norweskich”) przez Fundację im. Stefana Batorego oraz opis postulowanych zmian obecnego modelu | Ordo Iuris                                                                              | Paweł Jabłoński Marcin Olszówka Tymoteusz Zych Szymon Dziubicki           |                                                                                | ISBN 978-83-940214-6-7                                              |
| 9.  | Perinatalna opieka hospicyjna: wizja, działania oraz wyzwania | Ordo Iuris                                                                              | Błażej Kmieciak Zofia Szafrańska-Czajka                                   | Prof. dr hab. n. med. Ewa Dmoch-Gajzlerska Prof. dr hab. n. med. Bogdan Chazan | ISBN 978-83-940214-2-9                                              |
| 10. | Prawa Poczętego Pacjenta: Perspektywa Interdyscyplinarna, Teoria i Praktyka | Ordo Iuris                                                                              | Błażej Kmieciak                                                           | Prof. dr hab. n. med. Marian Gabryś Prof. dr hab. Teresa Mróz                  | ISBN 978-83-940214-7-4                                              |
| 11. | Opieka nad dziećmi do 3. roku życia w Polsce i na świecie | Ordo Iuris                                                                              | Tymoteusz Zych Anna Świerzewska Magdalena Olek Janusz Roszkiewicz         | Prof. UE dr hab. Marek Kośny Dr Małgorzata Pawlus                              | ISBN 978-83-940214-8-1                                              |
| 12. | Jak realizować Samorządową Kartę Praw Rodzin? | Ordo Iuris                                                                              | dr Tymoteusz Zych Adw. Rafał Dorosiński Filip Furman                      | Prof. Michał Michalski                                                         | ISBN 978-83-957763-3-5                                              |
| 13. | W służbie chorym i potrzebującym. Poradnik dla kapelanów służby zdrowia | Ordo Iuris                                                                              | Łukasz Bernaciński Filip Furman Weronika Przebierała                      | Radosław Kacprzak Bartosz Zalewski                                             | ISBN 978-83-959177-7-6 (oprawa miękka) ISBN 978-83-959177-6-9 (PDF) |
| 14. | Dlaczego Polska powinna wypowiedzieć Konwencję Stambulską? | Ordo Iuris                                                                              | Karolina Pawłowska Tymoteusz Zych                                         | Paweł Czubik Anna Łabno                                                        | ISBN 978-83-959177-8-3 (PDF) ISBN 978-83-959177-9-0 (oprawa miękka) |
| 15. | Równouprawnienie czy uniformizacja? | Ordo Iuris                                                                              | Magdalena Olek Karolina Pawłowska dr Tymoteusz Zych                       | Dr. hab., prof. UAM Michał Michalski Dr. hab., prof. UŁ Marek Rosiak           | ISBN 978-83-957763-4-2                                              |
| 16. | Praworządność proceduralna w Parlamencie Europejskim | Fundacja Ośrodek Analiz Prawnych, Gospodarczych i Społecznych im. Hipolita Cegielskiego | Tymoteusz Zych Konrad Dyda Piotr Mikusek Bohdan Pretkiel Bartosz Zalewski | dr Marcin Olszówka dr Filip Ludwin                                             | ISBN 978-83-951423-2-1                                              |

| Lp. | Tytuł | Wydawca                                                            | Redakcja naukowa |
| --- | --- | ------------------------------------------------------------------ | --- |
| 1.  | Kiedy zaczyna się życie ludzkie? Perspektywa naukowa | The Westchester Institute for Ethics & The Human Person Ordo Iuris | Maureen L. Condic |
| 2.  | Dlaczego nie należy ratyfikować konwencji Rady Europy o zapobieganiu i zwalczaniu przemocy wobec kobiet i przemocy domowej                                                                      | Ordo Iuris                                                         | Joanna Banasiuk |
| 3.  | Jakiej polityki rodzinnej potrzebuje Polska? | Ordo Iuris                                                         | Tymoteusz Zych Karolina Dobrowolska Olaf Szczypiński                                                                                                   |
| 4.  | Równa ochrona prawna dla każdego dziecka zarówno przed, jak i po urodzeniu | Ordo Iuris                                                         | Katarzyna Jusińska Jerzy Kwaśniewski Karolina Pawłowska Olaf Szczypiński Karina Walinowicz Tymoteusz Zych                                              |
| 5.  | State of Democracy, Human Rights and the Rule of Law in Poland. Recent Developments. Executive Summary                                                                                          | Ordo Iuris                                                         | Joanna Banasiuk Tymoteusz Zych |
| 6.  | Persecution of Christians. Time to React to Genocide. Streszczenie raportu | Ordo Iuris                                                         | Aleksander Stępkowski Joanna Banasiuk |
| 7.  | Klauzula sumienia dla farmaceutów | Ordo Iuris                                                         | |
| 8.  | To może zniszczyć Twoją firmę! Nowe zagrożenia dla przedsiębiorców | Ordo Iuris                                                         | Bartosz Zalewski |
| 9.  | Lista najważniejszych ograniczeń wolności akademickiej w Polsce | Ordo Iuris                                                         | Marcin Olszówka |
| 10. | Dzieciństwo wolne od pornografii | Ordo Iuris                                                         | Rafał Dorosiński Nikodem Bernaciak Marta Kowalczyk Kamil Niesiołowski Janusz Roszkiewicz                                                               |
| 11. | Finansowanie warszawskich organizacji LGBT | Ordo Iuris                                                         | Marta Kowalczyk Gabriela Szewczuk |
| 12. | Prawne aspekty dopuszczalności prezentowania fotografii człowieka w prenatalnym okresie rozwoju pozbawionego życia w wyniku aborcji. Wystawy pro-life w świetle orzecznictwa sądów powszechnych | Ordo Iuris                                                         | Bartosz Lewandowski Magdalena Majkowska Małgorzata Wadoń                                                                                               |
| 13. | Children’s rights pitted against children? The legal framework and practice of Barnevernet Functioning in the perspective of international legal standards                                      | Ordo Iuris                                                         | Tymoteusz Zych Jerzy Kwaśniewski Bartosz Zalewski Konrad Dyda Katarzyna Nienałtowska Agata Tarnacka                                                    |
| 14. | Zapłodnienie in vitro: wątpliwości, pytania, zastrzeżenia | Ordo Iuris                                                         | Rafał Dorosiński Nikodem Bernaciak Marta Kowalczyk Gabriela Szewczuk                                                                                   |
| 15. | W kierunku prawa przyjaznego rodzinie. Propozycje rozwiązań z zakresu polityki rodzinnej, w tym założenia i projekty ustaw                                                                      | Ordo Iuris                                                         | Tymoteusz Zych Bartosz Zalewski Nikodem Bernaciak Łukasz Bernaciński Rafał Dorosiński Konrad Dyda Marta Kowalczyk Karolina Pawłowska Gabriela Szewczuk |
| 16. | W obronie praw obywatelskich czy ideologii? Podsumowanie kadencji Adama Bodnara jako Rzecznika Praw Obywatelskich 2015-2020                                                                     | Ordo Iuris                                                         | Tymoteusz Zych Bartosz Zalewski Łukasz Bernaciński Tomasz Chudzinski Konrad Dyda Marta Kowalczyk Gabriela Szewczuk                                     |

## Odznaczenia
- 8 grudnia 2023 minister sprawiedliwości Marcin Warchoł odznaczył fundację Odznaką Honorową za Zasługi dla Wymiaru Sprawiedliwości[176][177].